# Stig Nørregaard
Stig Nørregaard (født 1961) tidligere dansk mellemdistanceløber. Løb for Aarhus 1900. Er i dag træner i cykelklubben Aarhus CK

## Personlige Rekorder
- 1.500 m 3.42,78 (1986)
- 3.000 m 7.57,60 (1987)
- 3.000 m forhindring 8.47.83 (1991)
- 5.000 m 13.51,53 (1989)

## Karriere
- Deltager ved 5 VM i Cross
- Tidligere dansk mester på 5.000 meter
- Dansk rekord på 4x800m i tiden 7.27,3 minutter.